# Marojo (España)
Marojo (llamada oficialmente Santa María de Maroxo) es una parroquia española del municipio de Arzúa, en la provincia de La Coruña, Galicia.

## Entidades de población
Entidades de población que forman parte de la parroquia:
- A Igrexa
- A Pena
- Cal (A Cal)
- Castrillón
- Escalleiro (O Escalleiro)
- Fonte da Vila
- Fontelas
- Maroxo de Abaixo
- Maroxo de Arriba
- Masusao
- O Outeiro
- O Pumar
- Penedo (O Penedo)
- San Miguel
- San Migueliño
- Vilar (O Vilar)

## Despoblados
Despoblados que forman parte de la parroquia:
- Cima de Vila
- Fondevila
- Xunqueiras (A Xunqueira)

## Demografía
| Gráfica de evolución demográfica de Marojo entre 2000 y 2018 |
|                                                              |
| Datos según el nomenclátor publicado por el INE.             |